# Liste de films tournés à Cracovie
Ceci est une liste de longs métrages tournés ou comportant des scènes tournées à Cracovie.

## Liste des films
- 1991: La Double Vie de Véronique
- 1976: L'Homme de marbre
- 1993: La liste de Schindler
- 2000: N'ayez pas peur: La vie du pape Jean-Paul II
- 2001: 
  - Life as a Fatal Sexually Transmitted Disease
  - Hiver 42 au nom des enfants
- 2005: 
  - Pope John Paul II (TV miniseries)
  - Karol: le pape, l'homme
- 2006: Karol, l'homme qui devint Pape
- 2007: Katyń
- 2010: The Final Journey